# Свистковий регістр
Свистковий регістр — надвисокий регістр людського вокалу, що лежить вище від фальцету і нагадує звук свистка. Розвинений найчастіше у жінок. Простягається зазвичай від C6 (1046,5 Гц) до D7 (2349,3 Гц).

## Відомі співаки
Серед відомих виконавиць-жінок свистковим регістром нерідко користується Крістіна Агілера, Мерая Кері, Трейсі Лісбон, Кетрін Брукс і Аріана Ґранде.
З чоловіків рекордно високу ноту (С# восьмої октави) взяв Адам Лопез, внаслідок чого потрапив до «Книги рекордів Гіннесса». Пізніше Лопез також продемонстрував Eb восьмої октави на Австралійському Національному Телебаченні в передачі «Hot Source».
Варто зазначити, що є вокалісти, здатні дотягнутися до нот в дев'ятій октаві (наприклад, Nicola Sedda), проте нота вважається «взятою» лише у випадку її чіткого звучання і вокального контролю решти нот.

## Українські співаки
3 грудня 2014 року в Києві о 15.00 33-річна киянка Світлана Под'якова, взявши ноту С8, тобто ноту «До» п'ятої октави (частота 4150 Гц), встановила рекорд: «Відтворення голосом найвищої ноти в свистковому регістрі». Рекорд зареєстровано Національним реєстром рекордів.